# Nuno Espírito Santo
Nuno Herlander Simões Espírito Santo (* 25. Januar 1974 in São Tomé, Portugal, heute São Tomé und Príncipe) ist ein ehemaliger portugiesischer Fußballtorwart und heutiger -trainer.

## Spielerkarriere

### Im Verein
Nuno Espírito Santos’ Profilaufbahn begann in der Saison 1992/93 im Norden Portugals bei Vitória Guimarães, wo er bis 1996 spielte, ehe er von Deportivo La Coruña aus Spanien verpflichtet wurde. Nach nur einer Saison wurde er allerdings an CP Mérida bis zum Ende der Saison 1999/2000 verliehen. Anschließend wurde er wieder für eine Saison verliehen, diesmal an den CA Osasuna, nachdem CP Mérida den Spielbetrieb wegen wirtschaftlicher Probleme aufgeben musste. Ab der Saison 2001/02 spielte er wieder für Deportivo La Coruña, wobei er auch einige Einsätze in der spanischen Liga und der Champions League absolvierte.
Im Juli 2002 wechselte Espírito Santo für drei Millionen Euro von La Coruña zum FC Porto. In Porto unter José Mourinho verbrachte er die erfolgreichste Zeit seiner Profilaufbahn, indem er zu der Mannschaft gehörte, die 2003 den UEFA-Pokal, die portugiesische Meisterschaft und den portugiesischen Pokal sowie 2004 die Champions League und abermals die portugiesische Meisterschaft gewann. Am Jahresende gewann er auch noch den Weltpokal gegen Once Caldas. In diesem Spiel wurde er für Vitor Baía eingewechselt, der sich während des Spieles verletzt hatte.
Anfang 2005 wechselte er dann nach Russland zu Dynamo Moskau, jedoch ohne sich einen Stammplatz zu erkämpfen. In der Saison 2006/07 wechselte er wieder nach Portugal zum Aufsteiger Desportivo Aves, ohne aber den Abstieg verhindern zu können. Zu Beginn der Saison 2007/08 wechselte er wieder zurück zum FC Porto, bei dem er auf Anhieb wieder portugiesischer Meister wurde. Nach der Saison 2009/10 beendete er seine Laufbahn.

### In der Nationalmannschaft
Espírito Santo wurde für den portugiesischen Kader bei der EM 2008 nachnominiert, nachdem sich Ersatztorwart Quim am Handgelenk verletzt hatte. Er kam im Turnier jedoch zu keinem Einsatz und absolvierte auch danach kein A-Länderspiel für Portugal.

## Trainerkarriere
Espírito Santo begann seine Trainerlaufbahn als Torwarttrainer unter Jesualdo Ferreira erst beim FC Málaga und anschließend bei Panathinaikos Athen in Griechenland. Im Mai 2012 wurde er als neuer Trainer vom Rio Ave FC vorgestellt, nachdem sein Vorgänger Carlos Brito freigestellt worden war.
Ab der Saison 2014/15 war er erstmals in seiner Laufbahn Cheftrainer, dies beim spanischen Erstligisten FC Valencia. Im November 2015 trennten sich Verein und Trainer. Am 1. Juni 2016 verkündete der FC Porto, dass Espírito Santo ab der Saison 2016/2017 für die nächsten zwei Jahre die erste Mannschaft trainieren werde. Nach einer titellosen Saison endete das Engagement jedoch vorzeitig im Mai 2017.
Zur Saison 2017/18 übernahm Espírito Santo die Wolverhampton Wanderers in der zweitklassigen EFL Championship. Bereits in seiner ersten Saison führte er die Wanderers zum Meistertitel und damit in die englische Premier League. In der Premier League platzierte er sich in den Spielzeiten 2018/19 und 2019/20 mit dem Team auf dem 7. Tabellenrang und qualifizierte sich damit auch für die UEFA Europa League 2019/20, in der er mit der Mannschaft im Viertelfinale am späteren Sieger FC Sevilla scheiterte. Nachdem die Leistungen in der Premier-League-Saison 2020/21 nicht wiederholt werden konnten, einigten sich Trainer und Verein vor dem letzten Saisonspiel auf eine Beendigung der Tätigkeit am Saisonende.
Zur Saison 2021/22 übernahm Espírito Santo Tottenham Hotspur. Er unterschrieb einen Vertrag bis zum 30. Juni 2023. Nach fünf Niederlagen in zehn Spielen wurde Espírito Santo am 1. November 2021 als Cheftrainer entlassen. Im Juli 2022 wurde er dann Cheftrainer beim saudi-arabischen Klub al-Ittihad. Am Ende der Saison 2022/23 feierte er mit dem Verein die saudi-arabische Meisterschaft. Im November 2023 wurde er entlassen.
Am 20. Dezember 2023 wurde Espírito Santo Trainer von Nottingham Forest. Er erhielt einen Vertrag über zweieinhalb Jahre.

## Erfolge/Titel

### Als Spieler
Verein
- Weltpokal: 2004
- UEFA Champions League: 2003/04
- UEFA-Pokal: 2002/03
- Portugiesischer Meister (4): 2002/03, 2003/04, 2007/08, 2008/09
- Portugiesischer Pokalsieger (3): 2002/03, 2008/09, 2009/10
- Portugiesischer Fußball-Supercup (3): 2003, 2004, 2009
- Spanischer Pokalsieger: 2001/02

Individuell
- Trofeo Zamora (Segunda División): 1999/2000

### Als Trainer
Wolverhampton Wanderers
- EFL Championship: 2017/18

Ittihad FC
- Saudi-arabischer Meister: 2022/23